# Aubervilliers
Aubervilliers je severno predmestje Pariza in občina v departmaju Seine-Saint-Denis osrednje francoske regije Île-de-France. Leta 2008 je imelo naselje 74.528 prebivalcev.
V Aubervilliersu se nahaja Telecity Paris datacenter, v katerem so prostori Wikimedijinih strežnikov

## Geografija
Aubervilliers se nahaja ob severni meji Pariza, vzhodno od Kanala Saint-Denis. Občina meji na zahodu na Saint-Denis, na severu na La Courneuve, na vzhodu na Pantin in na jugu na Pariz.

## Administracija
Aubervilliers je sedež dveh kantonov:
- Kanton Aubervilliers-Vzhod (vzhodni del občine Aubervilliers: 40.095 prebivalcev),
- Kanton Aubervilliers-Zahod (zahodni del občine Aubervilliers: 34.433 prebivalcev).

Oba kantona sta sestavni del okrožja Saint-Denis.

## Zgodovina
V srednjem veku je bil Aubervilliers zapisan kot Alberti Villare (Albertovo posestvo).
Leta 1840 je bila na ozemlju Aubervilliersa zgrajena trdnjava Fort d'Aubervilliers kot del skrbno pripravljenih načrtov tedanjega ministrskega predsednika Francije Adolpha Thiersa, da bi zaščitil Pariz in ga obvaroval v primeru možnih vstaj. Svojemu namenu je služila zlasti ob zatrtju Pariške komune. 
Ob širitvi pariških meja 1. januarja 1860 je bil majhen del občine dodeljen Parizu, istočasno pa je Aubervilliers pridobil manjši del ozemlja na račun dotedanje občine La Chapelle-Saint-Denis, ki je bila ukinjena in razdeljena med več občin.

## Zanimivosti
- cerkev Notre-Dame-des-Vertus,
- Fort d'Aubervilliers,
- stolpnica Tour La Villette.

## Pobratena mesta
- Beit Jala (Izrael, Palestina),
- Boully (Mavretanija),
- Jena (Nemčija),
- Zarzis (Tunizija).